# Khaled Osman
Pour les articles homonymes, voir Osman.
Khaled Osman est un traducteur littéraire de l'arabe vers le français, également romancier. 

## Biographie
Dans son activité de traducteur, Khaled Osman a essentiellement traduit des auteurs égyptiens, notamment Naguib Mahfouz et Gamal Ghitany, mais aussi la romancière palestinienne Sahar Khalifa, l’Irakienne Inaam Kachachi ou la Saoudienne Raja Alem, ainsi que le romancier syrien Nihad Sirees ou le Yémenite Ali al-Muqri. Il a par ailleurs exercé la critique littéraire et cinématographique, et est également écrivain, avec deux romans publiés à ce jour.

## Traductions
(romans et récits, tous traduits de l'arabe)
- Le Voleur et les Chiens, de Naguib Mahfouz, Sindbad, 1986
- Récits de notre quartier, de Naguib Mahfouz, Sindbad, 1989
- Mahfouz par Mahfouz, entretiens avec Gamal Ghitany, Sindbad, 1991
- La Mystérieuse Affaire de l’impasse Zaafarâni, de Gamal Ghitany, Sindbad-Actes Sud, 1997
- Les Délires de la ville, de Gamal Ghitany, Sindbad-Actes Sud, 1999
- Pyramides, de Gamal Ghitany, Sindbad-Actes Sud, 2000
- Les Récits de l’Institution, de Gamal Ghitany, Éditions du Seuil, 2001
- Le Livre des illuminations, de Gamal Ghitany, Éditions du Seuil, 2005
- Au plus près de l’éternité, de Gamal Ghitany, Éditions du Seuil, 2007
- Un printemps très chaud, de Sahar Khalifa, Éditions du Seuil, 2008 (cotraduit avec Ola Mehanna)
- Les Poussières de l'effacement, de Gamal Ghitany, Éditions du Seuil, 2008
- Si je t'oublie Bagdad, de Inaam Kachachi, Éditions Liana Levi, 2009 (cotraduit avec Ola Mehanna)
- Dans la peau de 'Abbas el-'Abd, de Ahmad Alaidy, Sindbad-Actes Sud, 2010
- Muses et égéries, de Gamal Ghitany, Éditions du Seuil, 2011
- Le Beau Juif, de Ali al-Muqri, Éditions Liana Levi, 2011 (cotraduit avec Ola Mehanna)
- Le Ravin du chamelier, de Ahmad Aboukhnegar, Sindbad-Actes Sud, 2012
- Silence et tumulte, de Nihad Sirees, Éditions Robert Laffont, 2012 (cotraduit avec Ola Mehanna)
- Le Collier de la colombe, de Raja Alem, Éditions Stock (la "Cosmopolite Noire"), 2012 (en collaboration avec Ola Mehanna)
- La Malédiction d'Azazel, de Youssef Ziedan, Éditions Albin Michel, 2014
- Femme interdite, de Ali al-Muqri, Éditions Liana Levi, 2015 (en collaboration avec Ola Mehanna)
- Les Femmes de Karantina, de Nael Eltoukhy, Sindbad-Actes Sud, 2017
- La Marcheuse, de Samar Yazbek, Stock (la "Cosmopolite"), 2018
- Le Pays du commandeur, de Ali al-Muqri, Éditions Liana Levi, 2018
- Les corps célestes, de Jokha Alharthi, Éditions Stéphane Marsan, 2021
- Un chien de rue bien entraîné, de Muhammad Aladdin, Sindbad-Actes Sud, 2022
- La Demeure du vent, de Samar Yazbek, Stock (la "Cosmopolite"), 2023

## Œuvres en tant qu'auteur
Khaled Osman a publié deux romans :
- Le Caire à corps perdu, Éditions les défricheurs 2025 Éditions Vents d'ailleurs, 2011  (ISBN 978-2-9114-1289-9)
- La colombe et le moineau, Éditions Vents d'ailleurs, 2016  (ISBN 978-2-36413-171-2)

## Prix et récompenses
- En 1988, Khaled Osman a reçu le Prix de l'Académie française (prix Biguet) pour sa traduction de deux romans de Naguib Mahfouz : Le Voleur et les Chiens et Récits de notre quartier.

- En 2005, Le Livre  des illuminations de Gamal Ghitany a reçu le prix Laure-Bataillon de la meilleure œuvre de fiction traduite dans l'année (prix partagé entre l'auteur et le traducteur), décerné par la Maison des écrivains étrangers et des traducteurs - Nantes/Saint-Nazaire ; la traduction a par ailleurs été récompensée par le prix Amédée-Pichot décerné par le Collège international des traducteurs littéraires - Arles.

- En 2012, Le Caire à corps perdu, roman de Khaled Osman, a été distingué par une mention du jury lors de la première édition du prix Gitanjali (en), prix franco-indien qui récompense chaque année un ouvrage francophone et un ouvrage indien autour des valeurs d'égalité, de laïcité, de résistance, d'indépendance et de liberté.